# Ukrainische Botschaft in Bukarest

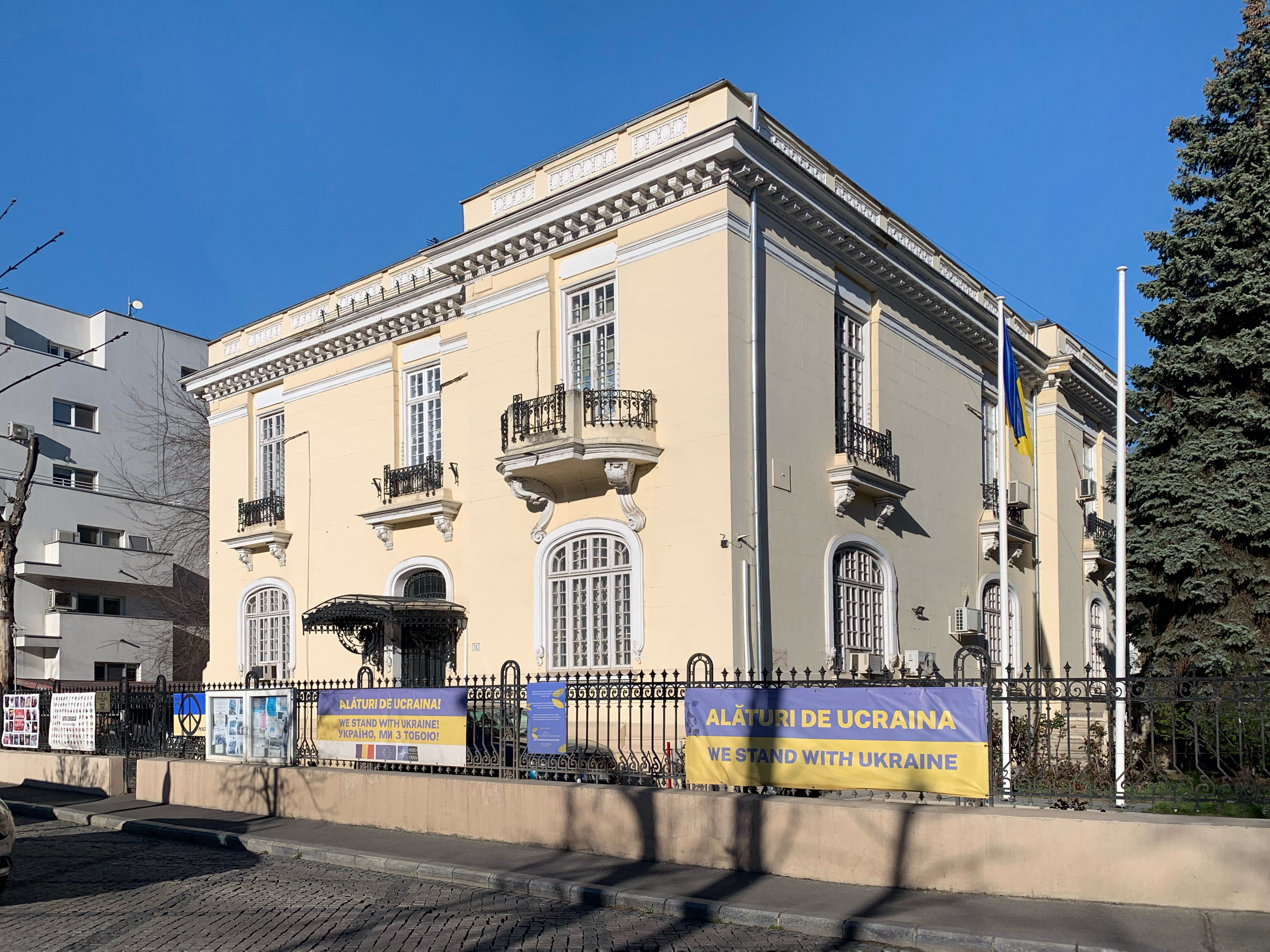
Ukrainische Botschaft in Bukarest

Die Ukrainische Botschaft in Bukarest ist die diplomatische Vertretung der Ukraine in Rumänien. Das Botschaftsgebäude befindet sich im Bulevardul Aviatorilor 24 in Bukarest. Ukrainischer Geschäftsträger in Rumänien ist seit Juli 2020 Paun Rohowej.

## Geschichte
Mit dem Zerfall des Zarenreichs entstand 1918 erstmals ein ukrainischer Nationalstaat. Rumänien erkannte den Ukrainischen Staat an. Artem Halip war 1918 der erste Missionschef in Rumänien. Im Russischen Bürgerkrieg eroberte die Rote Armee den größten Teil der Ukraine und diese wurde als Ukrainische Sozialistische Sowjetrepublik in die Sowjetunion eingegliedert.
Nach dem Zerfall der Sowjetunion erklärte sich die Ukraine im August 1991 für unabhängig. Rumänien erkannte die Ukraine als unabhängigen Staat an. Die diplomatischen Beziehungen zwischen der Ukraine und Rumänien wurden am 1. Februar 1992 aufgenommen. Die Botschaft der Ukraine in Bukarest nahm ihre Tätigkeit am 24. September 1992 auf. Als erster Botschafter war Leontij Sanduljak akkreditiert.
Das Kultur- und Informationszentrum der Botschaft in Rumänien wurde 2006 eröffnet.

## Konsulareinrichtungen der Ukraine in Rumänien
- Konsularabteilung der Botschaft der Ukraine in Bukarest
- Generalkonsulat in Suceava (Dezember 2001–2014)[2]

## Botschaftsgebäude in Rumänien
Sitz der Botschaft ist im Bulevardul Aviatorilor 24, Sector 1 im Norden der rumänischen Hauptstadt. 

## Botschafter und Gesandte der Ukraine in Rumänien
- Artem Halip (1918)
- Oleksandr Sewrjuk (1918)
- Mykola Galagan (1918)

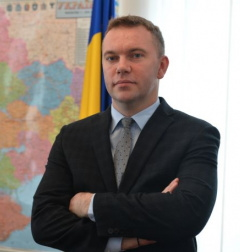
Oleksandr Bankow, Botschafter 2017–2020

- Wolodyslaw Daschkewytsch-Horbazkyj (1918)
- Jurij Hassenko (1919)
- Kostjantyn Mazijewytsch (1919–1923)

- Leontij Sanduljak (1992–1995)
- Oleksandr Tschalyj (1995–1998)
- Ihor Chartschenko (1998–2000)
- Anton Butejko (2000–2003)
- Teofil Bauer (2004–2005)
- Teofil Rendjuk (2005–2006)
- Jurij Malko (2005–2008)
- Teofil Rendjuk (2008)
- Markijan Kulyk (2008–2011)
- Wiorel Kotyk (2011–2012)
- Teofil Bauer (2012–2016)
- Teofil Rendjuk (2016)
- Jewhen Lewyzkyj (2016–2017)
- Oleksandr Bankow (2017–2020)
- Paun Rohowej (2020–)